# Challenger Temuco
Il Challenger Temuco, conosciuto anche come Dove Men+Care Challenger Temuco per motivi di sponsorizzazione, è un torneo di tennis maschile facente parte del circuito Challenger. Si svolge dal 2022 sui campi in cemento del Parque Estadio Germán Becker a Temuco, in Cile. L'evento è organizzato dal circuito Legión Sudamericana creato per aiutare lo sviluppo professionale dei tennisti sudamericani.
È stato il primo torneo di categoria Challenger 100 disputato sul cemento in Sudamerica, nonché il primo Challenger 100 e il primo Challenger sul cemento giocato in Cile.

## Albo d'oro

### Singolare
| Anno | Campione             | Finalista            | Punteggio           |
| ---- | -------------------- | -------------------- | ------------------- |
| 2023 | Hady Habib           | Camilo Ugo Carabelli | 6–4, 6(3)–7, 7–6(2) |
| 2023 | Aleksandar Kovacevic | Gilbert Klier Júnior | 4–6, 6–3, 6–3       |
| 2022 | Guido Andreozzi      | Nicolás Kicker       | 4–6, 6–4, 6–2       |

### Doppio
| Anno | Campioni                        | Finalisti                                 | Punteggio   |
| ---- | ------------------------------- | ----------------------------------------- | ----------- |
| 2024 | Christian Harrison Evan King    | Benjamin Lock Renzo Olivo                 | 7–6(5), 7–5 |
| 2023 | Mateus Alves Matías Soto        | Aleksandar Kovacevic Keegan Smith         | 6–2, 7–5    |
| 2022 | Guido Andreozzi Guillermo Durán | Luis David Martínez Jeevan Nedunchezhiyan | 6–4, 6–2    |